# 岐城駅
岐城駅（キソンえき、기성역）は、現在の朝鮮民主主義人民共和国江原道昌道郡に存在した金剛山電気鉄道の駅（廃駅）である。太平洋戦争に伴う不要不急線の指定により、1944年に廃止された。

## 歴史
- 1929年4月15日：岐城里駅として開業[1]。
- 日時不明：岐城駅に改称。
- 1944年10月1日：廃止。

## 現況
当駅周辺は任南ダムの水没地に位置している。新羅高麗時代の岐城県の比定地であり今の韓国鉄原郡の東端まで広がっていたと推定されている。